# Hoffmannseggia drepanocarpa
Hoffmannseggia drepanocarpa är en ärtväxtart som beskrevs av Asa Gray. Hoffmannseggia drepanocarpa ingår i släktet Hoffmannseggia och familjen ärtväxter. Inga underarter finns listade i Catalogue of Life.